# Jemima Moore
Jemima Moore (nascida em 18 de março de 1992) é uma atleta paralímpica australiana que compete sobretudo em provas de 4 x 100 metros das categorias T53 e T54. Representou seu país, Austrália, nos Jogos Paralímpicos de Pequim 2008 e da Rio 2016.

## Sobre
Jemima nasceu em Geelong, no estado da Vitória. Aos seis anos, Jemima entra em colapso devido a um vírus raro na coluna vertebral que afetou sua parte inferior das costas, resultando em paraplegia incompleta.

## Atletismo
Competiu nos Jogos Paralímpicos de Verão de 2008, em Pequim, na China, e obteve a medalha de prata na prova feminina do revezamento 4 x 400 metros T53-54. Também competiu nos 100 metros individual das atletas categoria T54, porém, terminou em terceiro nas eliminatórias e não conseguiu avançar para a final.
Competiu nos Jogos Paralímpicos de Verão de 2016, no Rio de Janeiro, no Brasil, onde conquistou a medalha de prata no revezamento 4 x 400 metros feminino das categorias T53 e T54.